# Alliance des démocrates pour le développement intégral
L'Alliance des démocrates pour le développement intégral — abrégé en ADDI — est un parti politique togolais. Le parti se positionne dans l'opposition face au président de la République Faure Gnassingbé et son parti l'Union pour la République.

## Histoire
L'Alliance des démocrates pour le développement intégral (ADDI) est fondée le 3 octobre 1991. Le parti apporte son soutien au candidat d'opposition Edem Kodjo pour l'élection présidentielle de 1993, ce dernier décide de finalement boycotter le scrutin,. Il ne participe pas aux élections législatives de 2002 du fait de l'appel au boycott de la Coalition des forces démocratiques dont il est membre. Il soutient Emmanuel Bob Akitani de l'Union des forces de changement (UFC) pour la présidentielle de 2003 ainsi que celle de 2005, à l'issue desquelles il termine deuxième,.
Le parti participe aux élections législatives de 2007 où il obtient moins de 1 % des voix et ne réussit pas à remporter de siège à l'Assemblée nationale. Pour l'élection présidentielle de 2010, l'ADDI apporte son soutien au candidat de l'UFC Jean-Pierre Fabre. Avant les élections de 2013, il rejoint le Collectif Sauvons le Togo où l'alliance remporte 29 % des voix et 19 sièges,. Le parti quitte la formation en octobre 2014.
L'ADDI nomme Aimé Gogué comme candidat à l'élection présidentielle de 2015. Il termine troisième sur les cinq candidats présents avec 4 % des voix. Le parti en tant que membre de l'opposition décide de boycotter les élections législatives de 2018. Gogué se représente à l'élection présidentielle de 2020 et termine quatrième avec 2,38 % des voix,.
En avril 2024, l'ADDI et les autres membres de l'opposition demande le retrait de la nouvelle Constitution du Togo, qui permettrait au président de la République Faure Gnassingbé de se maintenir au pouvoir. Ils déposent ensemble un recours devant la Cour de justice de la Cédéao. Le parti décide de participer aux élections législatives de 2024 où il remporte deux sièges et termine deuxième très loin derrière le parti au pouvoir de l'Union pour la République. Au même moment les première élections régionales organisées dans pays voit l'ADDI remporter 8 sièges de conseillers régionaux.
Lors des élections sénatoriales de 2025, le parti décide de concourir au scrutin à l'inverse des trois autres forces de l'opposition présente à l'Assemblée nationale, qui appellent au boycott. L'ADDI remporte un siège de sénateur dans la préfecture,.

## Résultats électoraux

### Présidentielle
| Élection | Candidat                       | Voix                           | %                              | Rang                           | Élu                            |
| -------- | ------------------------------ | ------------------------------ | ------------------------------ | ------------------------------ | ------------------------------ |
| 1993     | Boycott du scrutin             | Boycott du scrutin             | Boycott du scrutin             | Boycott du scrutin             | Boycott du scrutin             |
| 2003     | Soutien à Emmanuel Bob Akitani | Soutien à Emmanuel Bob Akitani | Soutien à Emmanuel Bob Akitani | Soutien à Emmanuel Bob Akitani | Soutien à Emmanuel Bob Akitani |
| 2005     | Soutien à Emmanuel Bob Akitani | Soutien à Emmanuel Bob Akitani | Soutien à Emmanuel Bob Akitani | Soutien à Emmanuel Bob Akitani | Soutien à Emmanuel Bob Akitani |
| 2010     | Soutien à Jean-Pierre Fabre    | Soutien à Jean-Pierre Fabre    | Soutien à Jean-Pierre Fabre    | Soutien à Jean-Pierre Fabre    | Soutien à Jean-Pierre Fabre    |
| 2015     | Aimé Gogué                     | 83 768                         | 4,03                           | 3e                             | Pas élu                        |
| 2020     | Aimé Gogué                     | 59 777                         | 2,40                           | 4e                             | Pas élu                        |

### Législatives
| Élection | Voix                                 | %                                    | Sièges                               | Gouvernement        |
| -------- | ------------------------------------ | ------------------------------------ | ------------------------------------ | ------------------- |
| 2002     | Boycott du scrutin                   | Boycott du scrutin                   | Boycott du scrutin                   | Extra-parlementaire |
| 2007     | 21 441                               | 0,93                                 | 0 / 81                               | Extra-parlementaire |
| 2013     | Au sein du Collectif Sauvons le Togo | Au sein du Collectif Sauvons le Togo | Au sein du Collectif Sauvons le Togo | Opposition          |
| 2018     | Boycott du scrutin                   | Boycott du scrutin                   | Boycott du scrutin                   | Extra-parlementaire |
| 2024     |                                      |                                      | 2 / 113                              | Opposition          |

### Sénatoriales
| Élection | Voix | %    | Sièges |
| -------- | ---- | ---- | ------ |
| 2024     | 35   | 2,03 | 1 / 41 |

### Régionales
| Élection | Voix | % | Sièges  |
| -------- | ---- | - | ------- |
| 2024     |      |   | 8 / 179 |